# Циклін E2
CCNE2 (англ. Cyclin E2) – білок, який кодується однойменним геном, розташованим у людей на 8-й хромосомі. Довжина поліпептидного ланцюга білка становить 404 амінокислот, а молекулярна маса — 46 757.
| 10         |  | 20         |  | 30         |  | 40         |  | 50         |
| ---------- |  | ---------- |  | ---------- |  | ---------- |  | ---------- |
| MSRRSSRLQA |  | KQQPQPSQTE |  | SPQEAQIIQA |  | KKRKTTQDVK |  | KRREEVTKKH |
| QYEIRNCWPP |  | VLSGGISPCI |  | IIETPHKEIG |  | TSDFSRFTNY |  | RFKNLFINPS |
| PLPDLSWGCS |  | KEVWLNMLKK |  | ESRYVHDKHF |  | EVLHSDLEPQ |  | MRSILLDWLL |
| EVCEVYTLHR |  | ETFYLAQDFF |  | DRFMLTQKDI |  | NKNMLQLIGI |  | TSLFIASKLE |
| EIYAPKLQEF |  | AYVTDGACSE |  | EDILRMELII |  | LKALKWELCP |  | VTIISWLNLF |
| LQVDALKDAP |  | KVLLPQYSQE |  | TFIQIAQLLD |  | LCILAIDSLE |  | FQYRILTAAA |
| LCHFTSIEVV |  | KKASGLEWDS |  | ISECVDWMVP |  | FVNVVKSTSP |  | VKLKTFKKIP |
| MEDRHNIQTH |  | TNYLAMLEEV |  | NYINTFRKGG |  | QLSPVCNGGI |  | MTPPKSTEKP |
| PGKH       |  |            |  |            |  |            |  |            |

A: Аланін

C: Цистеїн

D: Аспарагінова кислота

E: Глутамінова кислота

F: Фенілаланін

G: Гліцин

H: Гістидин

I: Ізолейцин

K: Лізин

L: Лейцин

M: Метіонін

N: Аспарагін

P: Пролін

Q: Глутамін

R: Аргінін

S: Серин

T: Треонін

V: Валін

W: Триптофан

Кодований геном білок за функцією належить до фосфопротеїнів. 
Задіяний у таких біологічних процесах, як клітинний цикл, поділ клітини, альтернативний сплайсинг. 
Локалізований у ядрі.